# Зелёное (Павлоградский район)
Зелёное (укр. Зелене) — село Новорусского сельского совета (Павлоградский район, Днепропетровская область, Украина).
Код КОАТУУ — 1223587003. Население по переписи 2001 года составляло 136 человек.

## Географическое положение
Село Зелёное находится на правом берегу реки Большая Терновка. Ниже по течению на расстоянии в 2 км расположено село Новая Русь, на противоположном берегу — село Крыштоповка.

## Происхождение названия
На территории Украины 43 населённых пункта с названием Зелёное.